# Gwendoline Eastlake-Smith
Gladys Shirley-Smith Eastlake también conocida como Gwendoline Eastlake-Smith (nacida el 14 de agosto de 1883 en Lewisham-murió el 18 de septiembre de 1941 en Yorkshire) fue una jugadora de tenis británica que compitió en los Juegos Olímpicos de 1908 en Londres.
Eastlake-Smith fue campeona olímpica en tenis en los Juegos Olímpicos de 1908 en Londres. Ella ganó el torneo en tenis individual de salón femenino. En la final de singles, derrotó a Alice Greene con 6-2, 4-6, 6-0.